# Layou River
Der Layou River oder auch Rio Layou ist ein Fluss in Dominica, einem Inselstaat in der östlichen Karibik. Er entspringt im Inneren des Landes, fließt westwärts durch das Parish Saint Joseph und mündet ungefähr in der Mitte der Westküste der Insel in der Nähe des Orts St. Joseph ins Karibische Meer. Der Layou River ist der wichtigste und längste Fluss Dominicas. Er ist ungefähr 15 km lang, sehr wasserreich, aber nicht schiffbar.

## Geographie
Aufgrund seiner Länge hat der Layou River ein großes Einzugsgebiet und grenzt ebenfalls an zahlreiche andere große Flusssysteme in Dominica. Darüber hinaus verfügt er über namhafte Zuflüsse mit bedeutenden Wasserfällen.
Die Quellen des Layou River einerseits entspringen nördlich am Mosquito Mountain und im Zentrum der Insel, am Rande des Central Forest Reserve. Zahlreiche Zuflüsse, unter anderem Laurent River und Pagayer River strömen andererseits südlich vom Morne Trois Pitons herab. Die nördliche und östliche Grenze des Einzugsgebiets bilden dabei gleichzeitig die Grenzen zwischen den Parishes Saint Joseph und Saint Andrew, beziehungsweise Saint David.
Der Layou River entspringt, wie bereits erwähnt, am Osthang des Mosquito Mountain und erhält weitere Quellbäche aus dem Südhang des Mang Peak. Diese Bäche fließen zunächst nach Süden, wenden sich nach Osten und wieder nach Süden in der Ebene von Bassin Will und Bells. Weitere Zuflüsse kommen hier von Osten, unter anderen die Rivière d’Or (r). Bei Bells fließen die bedeutenden Zuflüsse aus dem Morne Trois Pitons zu: Laurent River mit seinem Schwarm an Quellbächen sowie der Pagayer River. Dort wendet sich der Fluss dann nach Westen und fließt kurvenreich durch das Tiefland. Nach etwa vier Kilometern erhält er Zulauf von der Rivière Bway von rechts und Norden, deren Quellbäche wiederum im Mosquito Mountain entspringen. Nach etwa 3 km erhält der Fluss bei D Leau Matthieu Zufluss durch den Matthieu River, wo durch einen großen Erdrutsch zwischen 1997 und 2011 der Lake Matthieu bestand. Dort wendet sich der Fluss auch wieder stärker nach Südwesten. Diesen Verlauf behält er trotz zahlreicher Kurven bei. Bei Ancaster Park Estate erhält er Zufluss von links und Süden durch die Ravine Dublanc. Die weiteren Zuflüsse im Unterlauf sind nicht benannt. der Fluss bildet mehrere kleine Teilungsläufe und mündet nach einigen Kilometern dann bei Layou in das Karibische Meer.